# Central térmica de Anllares
La Central térmica de Anllares fue una instalación termoeléctrica de ciclo convencional situada en el término municipal de Páramo del Sil, en la provincia de León (España). Constaba de 1 único grupo térmico de 365.2 MW. Era propiedad de las empresas Naturgy y Endesa.

## Características
La térmica de Anllares se encuentra situada en El Bierzo, al noroeste de la provincia de León, en el límite con el Principado de Asturias y a unos 45 km de Ponferrada. Recibió su autorización del Ministerio de Industria en noviembre de 1978, y al año siguiente comenzaron las obras de construcción.
Combustible
Su emplazamiento fue elegido por su proximidad a los yacimientos mineros de El Bierzo y Laciana en León y Degaña en Asturias, de los que se surte de hulla y antracita, que son los combustibles que emplea, con un consumo anual de 736.000 toneladas. Como combustible auxiliar utiliza gasóleo y fueloil. Su parque de carbones tiene capacidad para 1.200.000 toneladas. El mineral se deposita en la caldera a través de un sistema de cintas transportadoras.
Refrigeración
La refrigeración se lleva a cabo en circuito cerrado, a través de una torre de refrigeración. El agua para la misma se toma de una balsa artificial construida junto a la central.
Emisiones
La chimenea de la central tiene una altura de 150 m. Para el control de las emisiones existen ocho estaciones de control en un radio de unos 20 km en torno a la instalación.

## Datos técnicos

### Caldera
- Producción de vapor sobrecalentado: 100.000 kg/hora
- Presión del vapor: 169 kg/cm2
- Temperatura del vapor: 540 °C
- Temperatura de entrada del agua de alimentación: 254 °C
- Producción de vapor recalentado: 960.000 kg/hora
- Presión del vapor: 40 kg/cm2
- Temperatura del vapor: 540 °C
- Temperatura de gases saliendo del hogar: 1.038 °C
- Temperatura de gases saliendo de los precalentadores: 130 °C
- Ídem. corregido por fugas: 123 °C
- Temperatura del aire ambiente: 15 °C
- Temperatura del aire saliendo del precalentador a molinos: 321 °C
- Temperatura del aire saliendo del precalentador al hogar: 347 °C
- Rendimiento de la caldera: 86,89%
- Consumo de combustible (carbón de diseño): 188.844 kg/hora
- Caudal de aire total de combustión: 1.443.000 kg/hora

### Turbina y generador
- Número de coronas de álabes en turbina de alta presión: 9
- Ídem en turbina de media presión: 10
- Ídem en baja presión: 12
- Número de válvulas de admisión de vapor: 2
- Ídem para control de vapor y carga: 8
- Ídem para admisión de vapor recalentado: 2
- Ídem para control de vapor recalentado: 2
- Velocidad de régimen: 3000 rpm
- Presión de escape de vapor al condensador: 0,069 kg/cm2
- Número de tubos refrigeradores en el condensador: 24.000
- Número de bombas de extracción de condensado: 2
- Capacidad bombas de condensado en punto de diseño: 1.050 m3/h
- Potencia de las bombas de condensado: 1.046 CV

## Propiedad
La central de Anllares está gestionada por la siguiente coparticipación:
- Naturgy: 66,6%
- Endesa: 33,3%

El Grupo Endesa intentó en varias ocasiones la adquisición de la mayoría del accionariado, pero Gas Natural siguió siendo accionista mayoritario de la central. En 1985, la operación fue valorada en 50.000 millones de pesetas.

## Cierre
El 1 de diciembre de 2018, las empresas propietarias procedieron a la desconexión de la central de la red eléctrica, tras haber solicitado los permisos pertinentes y dentro del plan de cierre de las centrales térmicas de carbón en España. Autorización en el BOE del 7 de diciembre de 2018
En junio de 2020 estaba en pleno proceso de desmantelamiento con la voladura de los silos. En noviembre de 2020 se procedió a la demolición de la chimenea, de 150 m de altura. En junio de 2021 se produjo la demolición de la torre de refrigeración.